# Cabezas (Bolivia)
Cabezas es una localidad y municipio del sudeste de Bolivia, ubicado en la provincia Cordillera en el departamento de Santa Cruz. El municipio tiene una superficie de 5486 km² y cuenta con una población de 26 434 habitantes (INE 2012). La mayor parte de su territorio se encuentra en el margen norte del río Guapay o Grande y la localidad está situada a 120 km de la ciudad de Santa Cruz de la Sierra, a la cual está conectada por la Ruta 9. Tiene un clima cálido y húmedo con una temperatura promedio de 23.4 °C y presenta una topografía casi plana.
En este municipio se encuentra el lugar donde se desarrolló la batalla de Florida al mando de Ignacio Warnes durante la Guerra de la Independencia, cuya pequeña población aún se mantiene y conserva con el mismo nombre.

## Historia

### Época colonial
El padre franciscano Antonio Tamajuncosa cuenta que en 1769 fue fundada la Misión de Nuestra Señora del Carmen de Cabezas por el presbítero Melchor José Mariscal, como reducción de los indígenas chiriguanos. Esta misión fue entregada a los padres misioneros del colegio de Tarija, los cuales la tomaron a su cargo el 24 de diciembre de 1772. Para el año 1836, el poblado contaba con una población de 1.380 habitantes. Durante gran parte del siglo XVIII, Cabezas fue considerada parte de las misiones del norte, junto con las misiones de Piraí, Abapó y Florida.

### Época republicana
Durante el gobierno de Ismael Montes, el 28 de noviembre de 1906 se decretó por ley la creación de la tercera sección municipal (municipio) de Cabezas en la provincia Cordillera, compuesto de los cantones Cabezas, Piray, Florida y Abapó.

## Geografía
El municipio de Cabezas se encuentra en el noroeste de la provincia Cordillera, al suroeste del departamento de Santa Cruz. Limita al este con el municipio de Charagua, al sur con el municipio de Gutiérrez, al oeste con los municipios de Vallegrande y Postrervalle en la provincia Vallegrande, al noroeste con el municipio de Samaipata en la provincia Florida, y al norte con los municipios de La Guardia y Santa Cruz de la Sierra de la provincia Andrés Ibáñez.

## Demografía
De acuerdo con el censo boliviano de 2024, la población del municipio de Cabezas es de 31 160 habitantes.
La población del municipio casi se duplicó entre 1992 y 2024:
| Año  | Habitantes (municipio) | Fuente |
| ---- | ---------------------- | ------ |
| 1992 | 16.808                 | Censo  |
| 2001 | 22.296                 | Censo  |
| 2012 | 26.434                 | Censo  |
| 2024 | 31.160                 | Censo  |

## Economía
Cabezas es un municipio principalmente maicero ya que este cultivo ocupa el 80% de la superficie cultivada. Además se cultiva algodón, girasol, fréjol, yuca, hortalizas, maní. El maíz es destinado en gran parte a la venta, el resto al consumo humano y animal. El algodón y el girasol son comercializados en su totalidad.
Otra actividad que se encuentra presente es la cría extensiva de ganado bovino y animales menores como cerdos. Existen microempresas familiares para la transformación de productos derivados de la leche, como queso y quesillo en cantidades significativas.

## Transporte
Cabezas se encuentra a 124 kilómetros por carretera al sur de la ciudad de Santa Cruz de la Sierra, la capital departamental.
La carretera nacional pavimentada Ruta 9 conduce al sur desde Santa Cruz a través de Río Seco hasta Cabezas y vía Abapó, Ipitá y Villa Montes hasta Yacuiba en la frontera boliviana con Argentina.
Cabezas es también una parada en la línea férrea de Santa Cruz a Yacuiba. Hay servicios ferroviarios de pasajeros al norte y al sur de Abapó, que llevan a los pasajeros a Santa Cruz en unas tres horas y media y a Yacuiba en trece horas.